# Gerhard Stöcklin
Gerhard Ludwig Stöcklin (* 7. Juli 1930 in Leverkusen-Wiesdorf; † 15. März 2003 in Köln) war ein deutscher Nuklearchemiker. Er war bis zu seiner Emeritierung 1994 ordentlicher Professor an der Universität zu Köln sowie Direktor des Institutes für Nuklearchemie im Forschungszentrum Jülich (Nordrhein-Westfalen).

## Leben
Gerhard Stöcklin wurde als erstes Kind des Chemikers Paul Stöcklin, der in Leverkusen bei der Bayer AG in der Kautschuk-Forschung tätig war, und dessen Frau Ruth geb. Endreß geboren. Nach Kindheit und Jugend in Opladen studierte er Chemie an den Universitäten Bonn, Köln und Mainz.
1960 promovierte er bei dem Radiochemiker Wilfried Herr (einem Schüler von Otto Hahn) am Max-Planck-Institut für Chemie in Mainz.
Von 1961 bis 1963 war Stöcklin als Research Associate im Brookhaven National Laboratory bei A. Wolf auf Long Island bei New York tätig. 1964 folgte die Habilitation an der Universität zu Köln, zugleich nahm Stöcklin seine Tätigkeit in der damaligen Kernforschungsanlage (KFA) Jülich auf, zunächst als Abteilungsleiter bei Herr, der dort die Arbeitsgruppe Radiochemie leitete, ab 1969 als Direktor des Instituts für Radiochemie.
Nachdem der Schwerpunkt der wissenschaftlichen Arbeit anfangs auf der Kernforschung für die Reaktortechnik gelegen war, folgte Mitte der 1970er Jahre die radiopharmazeutische Neuausrichtung des Instituts, anfangs in enger Zusammenarbeit mit dem Institut für Medizin an der KFA. Ein Forschungsschwerpunkt des Instituts für Nuklearchemie war dabei die Entwicklung von radioaktiven Markierungssubstanzen (Tracern) für die Positronen-Emissions-Tomographie (PET) zu medizinischen Untersuchungszwecken (spezielle Radiosynthese-Formen von FDG (Fluordesoxyglucose), Jod-α-Methyltyrosin, Cyclotronproduktion von Radiopharmaka). Pionierarbeit leistete das Institut hierbei auf dem Gebiet der Erkennung von Herz- und Gehirnkrankheiten.
1994, nach seiner Emeritierung, verließ Gerhard Stöcklin Jülich und war bis 1997 als Gastprofessor an der Technischen Universität (TU) München tätig.
Von 1998 bis 2001 fungierte Stöcklin als Gründungsdirektor des Instituts für Interdisziplinäre Isotopenforschung in Leipzig am Helmholtz-Zentrum Dresden-Rossendorf.

## Veröffentlichungen
- Gaschromatographische Untersuchung von Szilard-Chalmers Reaktionen in Alkylbromiden. Mainz 1960
- Zur Chemie nukleogener Kohlenstoffatome. Köln 1965
- Chemie Heißer Atome. Chemische Reaktionen als Folge von Kernprozessen. Weinheim/Bergstraße 1969, französische Übersetzung 1972
- Herausgeber: Radiopharmaceuticals for Positron-Emission-Tomography, 1993
- Mitherausgeber des Journal of Labelled Compounds and Radiopharmaceuticals
- Mitherausgeber der Zeitschrift Radiochimica Acta
- Zahlreiche Fachveröffentlichungen über Radiochemie und radiopharmazeutische Chemie

## Ehrungen und Auszeichnungen
- 1990 Ehrendoktor der Kossuth Universität Debrecen (Ungarn)
- 1998 Bequerel-Medaille der Royal Society of Chemistry[2]
- 1999 Ehrenmitglied der Schweizerischen Gesellschaft für Nuklearmedizin (SGNM)
- 2000 Ehrenmitglied der Deutschen Gesellschaft für Neurologie (DGN)
- 2001 Paul Aebersold Award der American Society of Nuclear Medicine[3]